# Liste der Baudenkmale in Landesbergen
In der Liste der Baudenkmale in Landesbergen sind alle Baudenkmale der niedersächsischen Gemeinde Landesbergen aufgelistet. Die Quelle der  Baudenkmale ist der Denkmalatlas Niedersachsen. Der Stand der Liste ist der 8. Februar 2021.

## Allgemein
In den Spalten befinden sich folgende Informationen:
- Lage: die Adresse des Baudenkmales und die geographischen Koordinaten. Kartenansicht, um Koordinaten zu setzen. In der Kartenansicht sind Baudenkmale ohne Koordinaten mit einem roten Marker dargestellt und können in der Karte gesetzt werden. Baudenkmale ohne Bild sind mit einem blauen Marker gekennzeichnet, Baudenkmale mit Bild mit einem grünen Marker.
- Bezeichnung: Bezeichnung des Baudenkmales
- Beschreibung: die Beschreibung des Baudenkmales. Unter § 3 Abs. 2 NDSchG werden Einzeldenkmale und unter § 3 Abs. 3 NDSchG Gruppen baulicher Anlagen und deren Bestandteile ausgewiesen.
- ID: die Objekt-ID des Baudenkmales
- Bild: ein Bild des Baudenkmales, ggf. zusätzlich mit einem Link zu weiteren Fotos des Baudenkmals im Medienarchiv Wikimedia Commons. Wenn man auf das Kamerasymbol klickt, können Fotos zu Baudenkmalen aus dieser Liste hochgeladen werden:

## Landesbergen

### Einzelbaudenkmale
| Lage                                       | Bezeichnung | Beschreibung | ID       | Bild           |
| ------------------------------------------ | ----------- | --- | -------- | -------------- |
| Am Edelhofe 52° 33′ 55″ N, 9° 7′ 22″ O     | Gedenkstein | Gedenkstein (1680) nahe den Resten der früheren Lasseburg mit Inschriften "von Hardegsen - von Winterstedt" | 31062437 | Weitere Bilder |
| Am Kirchplatz 52° 33′ 33″ N, 9° 7′ 10″ O   | Kirche      | Weitgehend 1822 mit den älteren Reste. Umbau 1960/62 mit gestrecktem, gewölbten Saalbau, Haustein mit quadratischem Westturm mit geknicktem Pyramidendach. Um die Kirche finden sich Grabmale des 18. und früheren 19. Jahrhunderts                        | 31062457 | Weitere Bilder |
| Lange Straße 34 52° 33′ 27″ N, 9° 7′ 11″ O | Wohnhaus    | Das giebelständige Hallenhaus steht unter einem Krüppelwalmdach und zeigt eine Längsdurchfahrt. | 31062519 |                |
| Lange Straße 54 52° 33′ 36″ N, 9° 7′ 17″ O | Wohnhaus    | Ende des 19. Jahrhunderts errichtetes zweigeschossiges Wohngebäude mit massivem Erdgeschoss unter einem Walmdach. Zur Straße ein turmartiger Vorbau unter einem hohen Helm. Ein Risalit unter einem Satteldach, ein weiterer Risalit unter einem Walmdach. | 31062534 |                |

### Ehemalige Denkmale
| Lage                                                 | Bezeichnung              | Beschreibung | ID       | Bild           |
| ---------------------------------------------------- | ------------------------ | --- | -------- | -------------- |
| Bogenstraße 2 52° 33′ 47″ N, 9° 7′ 26″ O             | Wohn-/Wirtschaftsgebäude | Ursprünglich als Hallenhaus, wohl Zweiständer in Ziegelfachwerk, erbaut "1788" (laut Inschrift) mit Halbwalm am Wirtschaftsgiebel und Vorschauer. Nach vollständiger Renovierung aus dem Verzeichnis der Kulturdenkmale genommen. |          |                |
| Dörpplatz (Mühlenplatz 1) 52° 33′ 35″ N, 9° 7′ 30″ O | Windmühle                | Auf 1870 datierter Galerieholländer in Ziegelmauerwerk und mit Kegelstumpf auf oktogonalem Unterbau. Um 1985/1986 vollständig renoviert, aus dem Verzeichnis der Kulturdenkmale entnommen und öffentlich genutzt.                 |          | Weitere Bilder |
| Unter den Weiden 3 52° 33′ 38″ N, 9° 7′ 8″ O         | Wohnhaus                 | 1992 wegen der Veränderungen aus dem Verzeichnis der Kulturdenkmale genommen. | 31062551 |                |

## Brokeloh

### Gruppe: Rittergut Brokeloh
Die Gruppe „Rittergut Brokeloh“ hat die ID 31036339.

| Lage                                                  | Bezeichnung    | Beschreibung | ID       | Bild           |
| ----------------------------------------------------- | -------------- | --- | -------- | -------------- |
| Rittergut 1 52° 33′ 3″ N, 9° 12′ 33″ O                | Herrenhaus     | Ehemalige Wasserburg, deren Bau als Schloss 1545 von Clamor von Münchhausen begonnen wurde. Kleiner vierflügliger und zweigeschossiger Bau aus Bruchsteinmauerwerk im Erdgeschoss mit Einfahrtstor im Osten, im Obergeschoss Fachwerk und mit steilem Satteldach. Rundbogiger Zugang mit Erkern an der Seite. | 31062310 | Weitere Bilder |
| Brokeloher Hauptstraße 24 52° 32′ 58″ N, 9° 12′ 40″ O | Tagelöhnerhaus | | 31062337 |                |
| Brokeloher Hauptstraße 25 52° 32′ 58″ N, 9° 12′ 39″ O | Tagelöhnerhaus | | 43387021 |                |
| Brokeloher Hauptstraße 26 52° 32′ 58″ N, 9° 12′ 42″ O | Tagelöhnerhaus | | 43386987 |                |
| Brokeloher Hauptstraße 28 52° 32′ 57″ N, 9° 12′ 43″ O | Tagelöhnerhaus | | 43387007 |                |

### Gruppe: Hofanlage Brokeloher Hauptstraße 36
Die Gruppe „Hofanlage Brokeloher Hauptstraße 36“ hat die ID 31036348.

| Lage                                                 | Bezeichnung              | Beschreibung | ID       | Bild |
| ---------------------------------------------------- | ------------------------ | --- | -------- | ---- |
| Brokeloher Hauptstraße 36 52° 33′ 2″ N, 9° 12′ 42″ O | Wohn-/Wirtschaftsgebäude | Auf 1821 datiertes Gebäude mit Ziegelfachwerk und Vorschauer sowie beidseitigem Halbwalmdach.                                    | 31062415 |      |
| Brokeloher Hauptstraße 36 52° 33′ 1″ N, 9° 12′ 41″ O | Scheune                  | Mitte des 19. Jahrhunderts erbautes, traufständiges Gebäude mit Ziegelfachwerk, zwei Einfahrten, Halbwalmdach und Ziegeldeckung. | 31062395 |      |
| Brokeloher Hauptstraße 36 52° 33′ 1″ N, 9° 12′ 42″ O | Speicher                 | Mitte des 19. Jahrhunderts errichteter Gefügebau mit ausgefachter Lehmstakung.                                                   | 31062375 |      |

### Einzeldenkmale
| Lage                                                 | Bezeichnung              | Beschreibung                       | ID       | Bild |
| ---------------------------------------------------- | ------------------------ | ---------------------------------- | -------- | ---- |
| Brokeloher Dorfstraße 13 52° 32′ 49″ N, 9° 12′ 39″ O | Wohn-/Wirtschaftsgebäude | 1822 erbautes Fachwerk-Hallenhaus. | 31062292 |      |

### Ehemaliges Baudenkmal
| Lage                                                 | Bezeichnung | Beschreibung | ID       | Bild |
| ---------------------------------------------------- | ----------- | --- | -------- | ---- |
| Brokeloher Hauptstraße 36 52° 33′ 1″ N, 9° 12′ 44″ O | Stall       | Ende des 19. Jahrhunderts aus massiv Ziegel erbauter Stall. 2013 nach Zerstörung der Bausubstanz aus dem Verzeichnis der Kulturdenkmale entnommen. | 31062355 |      |